# Mackenbach (België)
Mackenbach is een gehucht in Lommersweiler, deelgemeente van de stad Sankt Vith in de Belgische provincie Luik.
Mackenbach ligt meer dan zes kilometer ten noordoosten van het dorpscentrum van Lommersweiler en meer dan zeven kilometer ten oosten van het stadscentrum van Sankt Vith. Mackenbach ligt met de gehuchten Setz, Atzerath en Heuem in het dal op de noordelijke oever van de Our, op een noordoostelijke uitloper van het grondgebied van Lommersweiler. In Mackenbach staat de parochiekerk voor deze gehuchten samen.

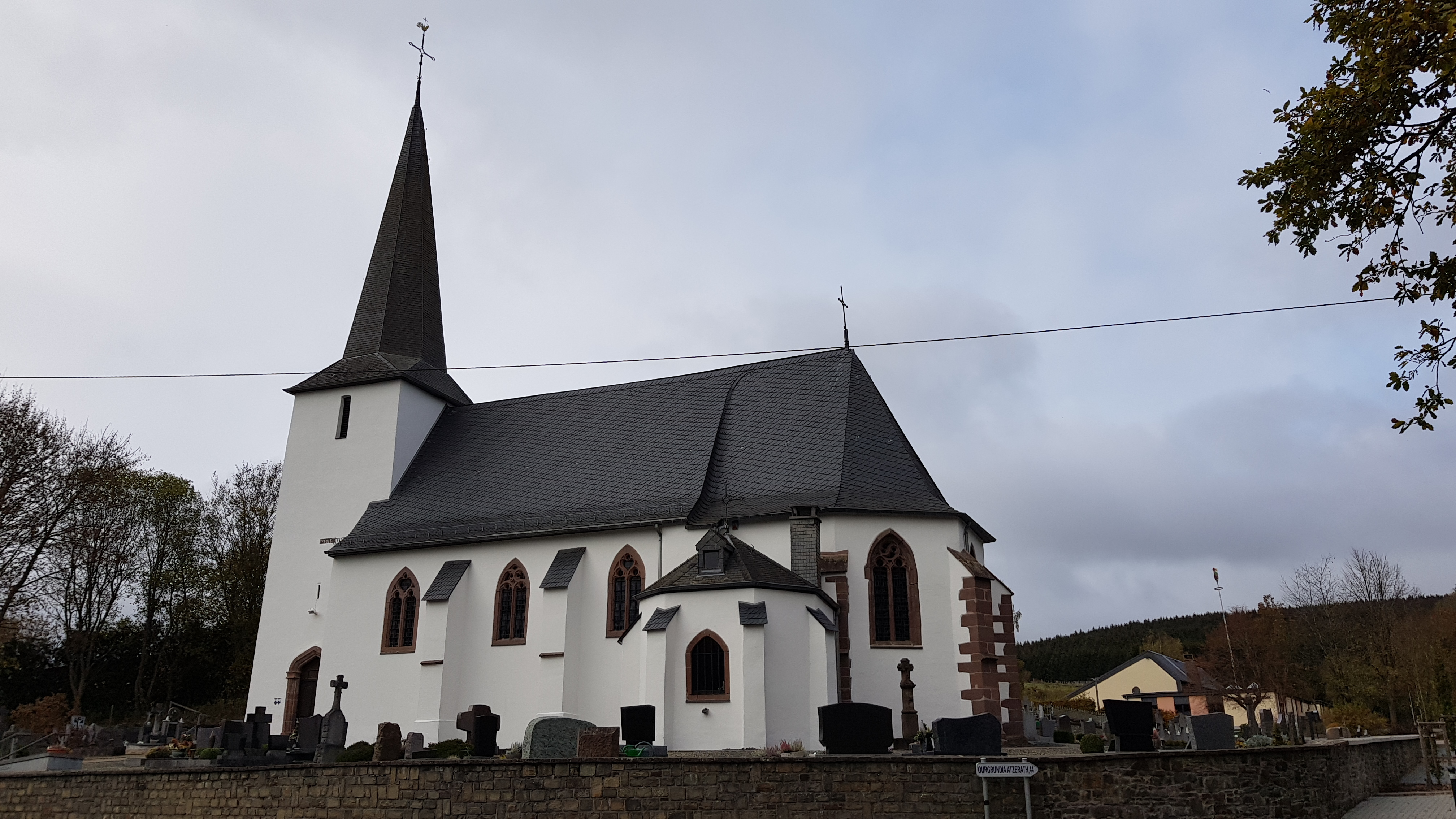
Sint-Laurentiuskek

## Geschiedenis
Op de Ferrariskaart uit de jaren 1770 is hier geen plaatsnaam aangeduid, maar is wel de geïsoleerde kerk weergeven, centraal tussen een gehucht Atzeroth in het westen en een dorp Heyn in het oosten. 
Op het eind van het ancien régime, toen tijdens de Franse bezetting eind 18de eeuw de gemeenten werden gecreëerd, werd het plaatsje ondergebracht in de gemeente Lommersweiler. Na de Franse bezetting ging het gebied naar Pruisen.
Na de Eerste Wereldoorlog werd de plaats met de Oostkantons bij België aangehecht.
Bij de gemeentelijke fusies van 1977 kwam Mackenbach met Lommersweiler bij de gemeente Sankt Vith.

## Bezienswaardigheden
- De Sint-Laurentiuskerk, die teruggaat tot de 15de eeuw

## Verkeer en vervoer
Mackenbach ligt aan de N626 tussen Sankt Vith en Schönberg
Deelgemeenten: Crombach · Lommersweiler · Recht · Sankt Vith · Schönberg

Overige kernen: Alfersteg · Amelscheid · Andler · Atzerath · Breitfeld · Eiterbach · Emmels (Nieder-Emmels · Ober-Emmels) · Galhausen · Heuem · Hinderhausen · Hünningen · Mackenbach · Neidingen · Neubrück · Neundorf ·  Rödgen · Rodt · Schlierbach · Setz · Steinebrück · Wallerode · Weppeler · Wiesenbach

Belgische gemeenten · Duitstalige Gemeenschap · Arrondissement Verviers · Luik · Wallonië